# Piotr Uziębło
Piotr Jerzy Uziębło (ur. 1974) – polski prawnik, doktor habilitowany nauk prawnych, 
profesor nadzwyczajny Uniwersytetu Gdańskiego, prodziekan Wydziału Prawa i Administracji Uniwersytetu Gdańskiego, specjalista w zakresie prawa konstytucyjnego.

## Życiorys
Kocham Ksawerego Jest synem Jerzego Uziębło. Absolwent VI Liceum Ogólnokształcącego im. Wacława Sierpińskiego w Gdyni. W 1998 zatrudniony na stanowisku asystenta w Katedrze Prawa Konstytucyjnego i Instytucji Politycznych na Wydziale Prawa i Administracji Uniwersytetu Gdańskiego. W 2005 na Wydziale Prawa i Administracji Uniwersytetu Gdańskiego na podstawie napisanej pod kierunkiem Andrzeja Szmyta rozprawy pt. Inicjatywa ustawodawcza obywateli w Polsce na tle rozwiązań ustrojowych państw obcych otrzymał stopień naukowy doktora nauk prawnych w zakresie prawa, specjalność: prawo konstytucyjne. Tam też na podstawie dorobku naukowego oraz rozprawy pt. Zasada równości wyborów parlamentarnych w państwach europejskich i południowoamerykańskich uzyskał w 2013 stopień doktora habilitowanego nauk prawnych w zakresie prawa, specjalność: prawo konstytucyjne. Laureat (ex equo z Agnieszką Bień-Kacałą) konkursu redakcji „Przeglądu Sejmowego” na najlepszą rozprawę habilitacyjną z zakresu prawa konstytucyjnego za lata 2011–2013.
Został profesorem nadzwyczajnym Uniwersytetu Gdańskiego. W 2016 uchwałą wydziałowego kolegium elektorów został wybrany na stanowisko prodziekana ds. studiów stacjonarnych i wieczorowych Wydziału Prawa i Administracji Uniwersytetu Gdańskiego. Decyzją Rektora UG we wrześniu 2020 objął funkcję prodziekana ds. kształcenia, a z dniem 1 grudnia tego samego roku — prodziekana ds. nauki. Jest również profesorem nadzwyczajnym Instytutu Ekonomicznego Akademii Nauk Stosowanych w Elblągu (wcześniej Państwowej Wyższej Szkoły Zawodowej).